# Джуру, Йоан
Дано́н Иссу́ф Йоа́н Джуру́-Гбаджере́ (фр. Danon Issouf Johannes Djourou Gbadjere; род. 18 января 1987[…], Абиджан) — швейцарский футболист, защитник. Выступал за национальную сборную Швейцарии. Участник Чемпионата мира по футболу 2006 и Чемпионата Европы по футболу 2008.

## Ранние годы
Джуру родился в городе Абиджан, Кот-д’Ивуар, в семье ивуарийских родителей Йоахима и Анжелины, и позднее был усыновлён первой женой своего отца по имени Даниэле, женщиной из Швейцарии. Они переехали в Женеву, когда Йоану было 17 месяцев. Играть в футбол Джуру начал в возрасте 13 лет, а в 2002 году он присоединился к местному швейцарскому клубу под названием «Étoile Carouge», тогда ещё играя на позиции полузащитника. Через год Джуру подписал профессиональный контракт с лондонским «Арсеналом». Он также присутствовал в составе молодёжной сборной Швейцарии (до 19 лет), которая добралась до стадии полуфинала на молодёжном ЧЕ-2004.

## Клубная карьера

### «Арсенал»
Йоан Джуру дебютировал за «Арсенал» в выигранном «канонирами» со счётом 3:1 матче Кубка Лиги с «Эвертоном», выйдя на замену на 89-й минуте. А свой первый полный матч за основную команду швейцарец провёл 14 января 2006 года, играя центрального защитника в паре с другим швейцарцем, Филиппом Сендеросом, где его команда одержала разгромную победу над «Мидлсбро» со счётом 7:0.
В феврале 2006 года, Джуру играл в матчах лиги против «Вест Хэм Юнайтед», «Бирмингем Сити» и «Болтон Уондерерс». В апреле 2006 он вышел на замену в матче с «Астон Виллой» вместо получившего травму Эммануэля Эбуэ и помог одержать своей команде победу со счётом 5:0. Затем Йоан принял участие в матче с «Портсмутом», в котором вернулся в состав опытный защитник Сол Кэмпбелл. Швейцарским защитником заинтересовались несколько итальянских клубов, однако после окончания ЧМ-2006 он подписал шестилетний контракт с «Арсеналом».
Джуру играл в предсезонных матчах Кубка Эмирейтс и принял участие в победных для его команды матчах с миланским «Интером» и французским «Пари Сен-Жермен».
5 февраля 2011 года в матче против «Ньюкасл Юнайтед» после передачи Андрея Аршавина забил свой первый гол в АПЛ.

### Аренда в «Бирмингем Сити»
10 августа 2007 года Йоан Джуру на правах аренды подписал пятимесячный контракт с «Бирмингем Сити». Он дебютировал за новую команду уже спустя два дня, в матче с лондонским «Челси», где бирмингемцы проиграли 3:2. В последнем матче в составе «синих» Джуру отметился отличным вбрасыванием из аута, благодаря которому Николя Анелька смог забить гол. Главный тренер «Бирмингема» Алекс Маклиш хотел оставить швейцарца в команде, однако Джуру вернулся в «Арсенал», будучи заменой Коло Туре и Алекса Сонга, которые были в расположении сборной и принимали участие в Кубке африканских наций — 2008.

### Возвращение в «Арсенал»
В мае 2008, Джуру заявил, что будет помогать партнёру Сеску Фабрегасу в полузащите после ухода Матьё Фламини в «Милан» и что он может обеспечить физическое наличие того, чего «Арсеналу» не хватало после ухода Патрика Виейра в 2005 году. Швейцарец был первым выбором Арсена Венгера среди защитников резервного состава после ухода Филиппа Сендероса в «Милан» на год на правах аренды. В сентябре Джуру подписал новый долгосрочный контракт с клубом.
После ухода Коло Туре в Манчестер Сити, у Джуру появился шанс пробиться в стартовый состав команды, однако, 11 апреля 2009 года в матче АПЛ против «Уигана» Йоан получил травму колена, из-за которой ему потребовалась операция. Впоследствии Джуру пропустил больше года, вернувшись в строй лишь в конце следующего сезона, выйдя на замену в матче с «Фулхэмом», в котором «пушкари» забили четыре безответных мяча. Это был единственный матч швейцарца в сезоне 2009/10.

### Аренда в «Ганновер 96»
6 января 2013 года Йоан на правах аренды до конца сезона перешёл в немецкий клуб «Ганновер 96».

### Аренда и переход в «Гамбург»
2 июля 2013 года Джуру был арендован немецким «Гамбургом» с правом последующего выкупа.
Летом 2014 года «динозавры» выкупили Йоана у лондонского «Арсенала». Сумма трансфера составила около 3 млн евро.

## Карьера в сборной
В молодёжной сборной Швейцарии Джуру дебютировал в матче со сборной Шотландии, выйдя на замену и привычно играя в паре с партнёром по «Арсеналу» Филиппом Сендеросом. Йоан был включён в состав сборной Швейцарии на ЧМ-2006, несмотря на то, что он не принимал участие ни в одном матче отборочного цикла. Йоан был третьим защитником в сборной после Филиппа Сендероса из «Арсенала» и Патрика Мюллера из «Лиона», но он вышел в стартовом составе против сборной Украины, однако получил травму и был заменён ещё в первом тайме. Через год Джуру дважды выходил на замену в квалификационных матчах к Чемпионату Европы среди молодёжных команд, но вскоре получил тяжёлую травму колена, которая вывела его из строя более, чем на год. Йоан потерял место в сборной Швейцарии и не поехал на чемпионат мира в ЮАР.

## Статистика выступлений
| Клуб                    | Сезон            | Лига | Лига | Кубки | Кубки | Еврокубки | Еврокубки | Итого | Итого |
| Клуб                    | Сезон            | Игры | Голы | Игры  | Голы  | Игры      | Голы      | Игры  | Голы  |
| ----------------------- | ---------------- | ---- | ---- | ----- | ----- | --------- | --------- | ----- | ----- |
| Арсенал                 | 2004/05          | 0    | 0    | 3     | 0     | 0         | 0         | 3     | 0     |
| Арсенал                 | 2005/06          | 7    | 0    | 5     | 0     | 0         | 0         | 12    | 0     |
| Арсенал                 | 2006/07          | 21   | 0    | 4     | 0     | 5         | 0         | 30    | 0     |
| Арсенал                 | Итого            | 28   | 0    | 12    | 0     | 5         | 0         | 45    | 0     |
| Бирмингем Сити (аренда) | 2007/08          | 13   | 0    | 0     | 0     | 0         | 0         | 13    | 0     |
| Бирмингем Сити (аренда) | Итого            | 13   | 0    | 0     | 0     | 0         | 0         | 13    | 0     |
| Арсенал                 | 2007/08          | 2    | 0    | 1     | 0     | 0         | 0         | 3     | 0     |
| Арсенал                 | 2008/09          | 15   | 0    | 6     | 0     | 8         | 0         | 29    | 0     |
| Арсенал                 | 2009/10          | 1    | 0    | 0     | 0     | 0         | 0         | 1     | 0     |
| Арсенал                 | 2010/11          | 22   | 1    | 9     | 0     | 6         | 0         | 37    | 1     |
| Арсенал                 | 2011/12          | 18   | 0    | 3     | 0     | 6         | 0         | 27    | 0     |
| Арсенал                 | 2012/13          | 0    | 0    | 2     | 0     | 0         | 0         | 2     | 0     |
| Арсенал                 | Итого            | 58   | 1    | 21    | 0     | 20        | 0         | 99    | 1     |
| Ганновер 96 (аренда)    | 2012/13          | 14   | 0    | 0     | 0     | 2         | 0         | 16    | 0     |
| Ганновер 96 (аренда)    | Итого            | 14   | 0    | 0     | 0     | 2         | 0         | 16    | 0     |
| Гамбург (аренда)        | 2013/14          | 24   | 0    | 2     | 0     | 0         | 0         | 26    | 0     |
| Гамбург                 | 2014/15          | 34   | 0    | 2     | 0     | 0         | 0         | 36    | 0     |
| Гамбург                 | 2015/16          | 26   | 2    | 0     | 0     | 0         | 0         | 26    | 2     |
| Гамбург                 | 2016/17          | 14   | 0    | 2     | 0     | 0         | 0         | 16    | 0     |
| Гамбург                 | Итого            | 98   | 2    | 6     | 0     | 0         | 0         | 104   | 2     |
| Антальяспор             | 2017/18          | 18   | 1    | 0     | 0     | 0         | 0         | 18    | 1     |
| Антальяспор             | Итого            | 18   | 1    | 0     | 0     | 0         | 0         | 18    | 1     |
| Всего за карьеру        | Всего за карьеру | 232  | 3    | 39    | 0     | 27        | 0         | 298   | 4     |